# Madara Palameika
Madara Palameika (Talsi, 18 de junio de 1987) es una atleta letona especializada en lanzamiento de jabalina. Posee tres récords nacionales en el lanzamiento de jabalina, habiendo sido el más reciente el logrado en la Liga de Diamante, en el Memorial Van Damme de Bruselas (Bélgica), el 9 de septiembre de 2016, con una marca de 66,18 metros.

## Carrera
A los 16 años de edad participó en su primer torneo europeo destinado a los deportistas menores, en el Festival Olímpico de la Juventud Europea que se celebró en 2003 en la capital parisina, donde quedó en un más que bueno séptimo puesto, con un lanzamiento de jabalina de 46,9 metros. A nivel internacional, su primera aparición tuvo lugar en agosto de 2006 en Pekín (China), con la participación en el Campeonato Mundial de Atletismo Júnior. No obstante, quedó eliminada en la ronda clasificatoria tras no pasar de 46,34 metros, que la dejaron en la decimosexta plaza.
En el Campeonato Mundial de Atletismo de 2009 en Berlín alcanzó un lanzamiento de 52,98 metros, que la dejaron en el puesto 14 en la ronda preliminar. Ese mismo año, en el Campeonato Europeo de Atletismo Sub-23 de Kaunas (Lituania), pudo ganar la medalla de oro y estableció su mejor marca personal hasta entonces, así como un récord de campeonato. En el Campeonato Europeo de Atletismo de 2010, celebrado en Barcelona, llegó por primera vez a una final, donde terminó en octavo puesto con una marca de 60,78 m.
En 2011 volvió a alcanzar la final del Campeonato Mundial de Atletismo, ahora en Daegu (Corea del Sur), donde terminó undécima con 58,08 m. Al año siguiente, 2012, se citó con el Campeonato Europeo de Atletismo, celebrado en Helsinki, y con los Juegos Olímpicos de Londres, donde llegó a quedar octava en ambas competiciones. En 2016 terminó séptima en el Campeonato Europeo de Atletismo de Ámsterdam con 60,39 m. Río 2016 fue su segunda cita olímpica. Tras pasar la ronda clasificatoria, consiguió quedar entre las diez mejores (décimo puesto) con un lanzamiento de 60,14 metros. Ese mismo año destacaría por sus actuaciones en la Liga de Diamante, al lograr hasta tres primeros puestos en las distintas pruebas de British Grand Prix (Birmingham, 65,68 m.), Athletissima (Lausana, 65,29 m.) y Memorial Van Damme (Bruselas, marca de 66,18 m.). La prueba de Birmingham la había dejado con su mejor registro ese año, pero el lanzamiento de Bruselas la catapultó a su mejor marca personal y a dejar un nuevo récord nacional de lanzamiento de jabalina para Letonia.
En 2017 participó en el Campeonato Mundial de Londres, donde volvió a quedarse fuera de la final, en un vigésimo primer puesto y 59,54 metros de marca. Al año siguiente, sin embargo, lograría mejorar su registro en el Campeonato de Europa de Berlín, donde terminó novena con 57,98 m. en la final.
En 2019 Palameika ganó la medalla de bronce en los II Juegos Europeos tras conseguir un lanzamiento de 63,22 metros, quedando por detrás de la rusa Yekaterina Staryguina y la bielorrusa Tatsiana Jaladovich. A finales de septiembre también volvió a participar en el Campeonato Mundial de Atletismo celebrado en Doha (Catar), donde volvió a ser eliminada con 59,95 metros en la clasificación.

## Resultados

### Por temporada
| Representando a Letonia | Representando a Letonia                                     | Representando a Letonia | Representando a Letonia | Representando a Letonia |
| ----------------------- | ----------------------------------------------------------- | ----------------------- | ----------------------- | ----------------------- |
| Año                     | Competición                                                 | Lugar                   | Puesto                  | Marca                   |
| 2003                    | Festival Olímpico de la Juventud Europea                    | París                   | 7.ª                     | 46,90 m.                |
| 2005                    | Campeonato Europeo de Atletismo Júnior                      | Kaunas                  | 17.ª (q)                | 45,43 m.                |
| 2006                    | Campeonato Mundial de Atletismo Júnior                      | Pekín                   | 16.ª (q)                | 46,34 m.                |
| 2007                    | Copa de Europa de Atletismo                                 | Odense                  | 3.ª                     | 51,62 m.                |
| 2007                    | Campeonato Europeo de Atletismo Sub-23                      | Debrecen                | 3.ª                     | 57,07 m.                |
| 2009                    | Campeonato Europeo de Atletismo por Naciones - Segunda Liga | Banská Bystrica         | 2.ª                     | 53,93 m.                |
| 2009                    | Campeonato Europeo de Atletismo Sub-23                      | Kaunas                  | 1.ª                     | 64,51 m. (NR)           |
| 2009                    | Campeonato Mundial de Atletismo                             | Berlín                  | 27ª (q)                 | 52,98 m.                |
| 2010                    | Campeonato Europeo de Atletismo                             | Barcelona               | 8.ª                     | 60,87 m.                |
| 2011                    | Campeonato Europeo de Atletismo por Naciones - Segunda Liga | Novi Sad                | 1.ª                     | 63,46 m.                |
| 2011                    | Campeonato Mundial de Atletismo                             | Daegu                   | 11.ª                    | 58,08 m.                |
| 2012                    | Campeonato Europeo de Atletismo                             | Helsinki                | 8.ª                     | 56,82 m.                |
| 2012                    | Juegos Olímpicos                                            | Londres                 | 8.ª                     | 60,73 m.                |
| 2013                    | Campeonato Europeo de Atletismo por Naciones - Tercera Liga | Banská Bystrica         | 1.ª                     | 57,07 m.                |
| 2013                    | Campeonato Mundial de Atletismo                             | Moscú                   | 27ª (q)                 | 53,70 m.                |
| 2014                    | Campeonato Europeo de Atletismo por Naciones - Segunda Liga | Riga                    | 2.ª                     | 59,54 m.                |
| 2014                    | Campeonato Europeo de Atletismo                             | Zúrich                  | 4.ª                     | 62,04 m.                |
| 2014                    | Liga de Diamante - Adidas Grand Prix                        | Nueva York              | 3.ª                     | 64,86 m. (NR)           |
| 2015                    | Liga de Diamante - Prefontaine Classic                      | Eugene                  | 3.ª                     | 62,85 m.                |
| 2015                    | Liga de Diamante - Sainsbury’s Anniversary                  | Londres                 | 1.ª                     | 65,01 m. (SB)           |
| 2015                    | Campeonato Europeo de Atletismo por Naciones - Primera Liga | Heraclión               | 2.ª                     | 58,86 m.                |
| 2015                    | Campeonato Mundial de Atletismo                             | Pekín                   | 13.ª (q)                | 62,17 m.                |
| 2016                    | Campeonato Europeo de Atletismo                             | Ámsterdam               | 7.ª                     | 60,39 m.                |
| 2016                    | Liga de Diamante - British Grand Prix                       | Birmingham              | 1.ª                     | 65,68 m. (SB)           |
| 2016                    | Juegos Olímpicos                                            | Río de Janeiro          | 10.ª                    | 60,14 m.                |
| 2016                    | Liga de Diamante - Athletissima                             | Lausana                 | 1.ª                     | 65,29 m.                |
| 2016                    | Liga de Diamante - Memorial Van Damme                       | Bruselas                | 1.ª                     | 66,18 m. (NR)           |
| 2017                    | Campeonato Mundial de Atletismo                             | Londres                 | 21ª (q)                 | 59,54 m.                |
| 2018                    | Campeonato Europeo de Atletismo                             | Berlín                  | 9.ª                     | 57,98 m.                |
| 2019                    | Juegos Europeos                                             | Minsk                   | 3.ª                     | 63,22 m.                |
| 2019                    | Campeonato Mundial de Atletismo                             | Doha                    | 18.ª (q)                | 59,95 m.                |
| 2022                    | Campeonato Mundial de Atletismo                             | Eugene                  | 6.ª (Q1)                | 58,61 m.                |
| 2022                    | Campeonato Europeo de Atletismo                             | Múnich                  | 9.ª                     | 56,55 m.                |

### Mejores marcas
| Disciplina              | Marca (m.) | Lugar      | Fecha                   |
| ----------------------- | ---------- | ---------- | ----------------------- |
| Lanzamiento de jabalina | 65,01      | Londres    | 25 de julio de 2015     |
| Lanzamiento de jabalina | 65,29      | Lausana    | 25 de agosto de 2016    |
| Lanzamiento de jabalina | 65,68      | Birmingham | 5 de junio de 2016      |
| Lanzamiento de jabalina | 66,18      | Bruselas   | 9 de septiembre de 2016 |